# Эклсфилдский монастырь
Эклсфилдский монастырь (англ. Ecclesfield Priory) — монастырь монахов-бенедиктинцев, находящийся в деревне Эклсфилд, на север от Шеффилда, графство Йоркшир (сейчас Саут-Йоркшир).

## История
Эклсфилдская церковь и мельница в деревне находились во владении Фонтенельского монастыря в Нормандии к 1141 году, когда это было официально закреплено буллой папы Иннокентия II. Это были самые северные владения монастыря и, возможно, самые ценные. Там говорится среди прочего о «Эглсфелде (англ. Aiglesfeld), церкви с капеллами, десятинами и одной мельницей». Через четыре года в 1145 году вышла булла папы Евгения III с подтверждением этих данных.
Не существует ни одного письменного свидетельства о существовании на месте монастыря какого-либо строения до 1273 года, но в соглашении 1161 года между Ричардом де Лувето и Фонтенельским монастырём упоминаются «монахи Эклсфилда». В 1866 году была обнаружена внешняя стена монастыря, в западной части капеллы. Архитектор, наблюдавший за ходом работ, заявил, что эта стена может быть отнесена к XII столетию, но дальнейшее исследование здесь не было проведено.
Первое упоминание о монастыре относится к 1273 году, когда он был указан в булле папы Климента IV, очередной раз закреплявшей владения Фонтенельского монастыря». Он был засвидетельствован уже как небольшая обитель. Многие авторы считали это доказательством того, что сохранившиеся конструкции были возведены до 1273 года, а Дэвид Хей вовсе считал, что в это время могла использоваться постройка XII столетия, которая просто была заменена затем через некоторое время новой.
7 сентября 1310 года в Эклсфилд был назначен впервые постоянный викарий с двумя капелланами, которому монахи должны были оказывать посильную помощь. В будущем здешний викарий очень часто выбирался из числа монахов этого монастыря.
Имена настоятелей известны уже с начала XIV века, среди них:
- до 1328 — Роберто де Боско
- 1328-1349 — Джон де Фовел
- 1349-1369 — Роберт Гулльелми
- 1369-1371 — Уильям Фулмер
- 1371-1372 — Джон Бердет
- 1372-1385 — сэр Генри де Медбурн

В 1386 году, во время Столетней войны, здание было конфисковано у Фонтенельского монастыря Ричардом II и передана под управление картезианского монастыря Святой Анны в Ковентри, которая, однако, не посылала своих монахов в Эклсфилд, назначая взамен викариев и капелланов. Эта система дожила вплоть до роспуска монастырей (англ. Dissolution of the Monasteries).
«Valor Ecclesiasticus» в 1535 году свидетельствует, что здесь был жилой дом для викария. Монастырь Святой Анны был распущен в 1539 году, а в 1542 году право назначать викариев и собирать десятину в Эклсфилде было приобретено Фрэнсисом Талботом, 5-м графом Шрусбери. Владельцы менялись несколько раз, пока ими не стали представители рода Шайрклифф. Они переделали строение под жилой дом, добавив камин и окна с средником. Оно получило название Эклсфилд-холл. Монастырская часовня и комната внизу не были затронуты.
Эклсфилд-холл был существенно расширен в 1736 году, как гласила надпись в XIX веке над дверью монастыря. До сих пор неизвестно какие именно части старого здания были для этого разрушены в том году. Часть же была оставлена, а именно капелла, трапезная и одна комната. Капелла оставалась в хорошем состоянии, хотя и подверглась изменениям: были сделаны восточное окно с тремя просветами и ряд более маленьких окон, а также стена, разделившая её на две комнаты. Внизу находилась комната с ведущей туда каменной лестницей, а на первом этаже была трапезная, наиболее пострадавшая и находившаяся в середине XIX века в обветшавшем состоянии.
В викторианскую эпоху место снова становится известно как «Эклсфилдский монастырь». Преподобный Джонатан Иствуд много напишет о монастыре в своей «Истории Эклсфилдского прихода» (1862), а сохранившееся строение в 1866 году будет реставрировано М. Е. Хэдфилдом. Монастырь и Эклсфилд-холл стали после этого отдельными зданиями.

## Архитектура
Сохранившееся строение состоит из основного здания, ориентированного по линии север-юг, и капеллы, пристроенной с его юго-восточного угла. Оно возведено из обычного песчаника, облицовано т. н. жерновым песчаником и построено прямо на бедроке.
Основное здание было существенно перестроено в XVII столетии и затем уже в 1866 году. К этим двум периодам относятся окна здания. Одна комната первого этажа имеет потолок в форме цилиндрического свода, с рельефными панелями, но в то же время сохранился и оригинальный стрельчатый вход в капеллу. Средневековые черты более отражены именно в капелле, имеющей стрельчатые окна, умывальницы и ниши в стенах.
Здание занесено в Великобритании в «Государственный список зданий, имеющих особый архитектурный либо исторический интерес» (англ. Statutory List of Buildings of Special Architectural or Historic Interest).